# 임치 (법률)
임치(任置)는 당사자의 일방(任置人)이 상대방에 대하여 금전이나 유가증권 기타의 물건의 보관을 위탁하고, 상대방(受置人)이 이를 승낙함으로써 성립하는 계약(693조)이다. 역(驛)의 수하물의 일시보관, 호텔의 클로크룸(所特品保管), 창고업(倉庫業) 등은 임치이며 은행의 예금도 소비임치(消費任置)라고 불리는 일종의 임치이다. 임치는 소비대차나 사용대차와 마찬가지로 낙성계약이다. 대한민국의 구 민법에서는 낙성계약이 아닌, 요물계약이었다. 그리고 임치는 계속적 계약에 속하고, 일종의 노무 공급계약이며 수치인의 노무는 임치물을 '보관'하는 것인데 그것은 목적물의 원상을 그대로 유지한다는 목적의 달성에 필요한 노무에 한한다. 임치가 다른 노무공급 계약과 다른 점은 단순히 노무의 공급만을 내용으로 하는 것이 아니라 임치물의 반환 의무가 결합되어 있다는 데에 있다. 임치에는 보관료를 지급하는 경우(특약이 있는 때)와 지급하지 않는 경우가 있다. 전자는 유상·쌍무계약이며, 후자는 무상·편무계약이다. 그 어느 것이냐에 따라서 수치인의 보관 의무의 경중(輕重)이 다르게 된다(695조). 전술한 바와 같이 물건의 보관이 임치 요소인데 '보관'이란 물건을 보존하여 파손되거나 분실되지 않도록 보전의 조치를 취하는 것으로서, 맡은 물건을 이용하거나 개량(改良)할 수는 없다. 반환할 때에는 원상 반환함이 원칙이나 맡은 물건은 써버리고 그 물건과 동종·동액의 물건을 반환하면 되는 특수한 임치도 있다(소비임치). 오늘날 발달한 자본주의 경제하에서는 임치의 중요한 것은 대부분 상인(商人) 사이의, 특히 창고에 임치하는 형식으로 행하여지는 것이 많다. 그것들은 상법의 규정을 적용받으며(상 62조 이하, 693조 이하 참조), 예금(은행) 등 특수한 임치에 관하여도 '은행법(銀行法)' 등의 적용을 받는 것으로서, 민법상의 임치의 규정은 겨우 인간의 생활용품에 관한 것뿐으로 적용의 여지가 거의 없는 실정이다.

## 대한민국 법

### 임치인
임치인(任置人)은 임치계약에서 물건의 보관을 위탁하는 측의 당사자이다. 유상임치의 경우에는 보수(보관료) 지급 의무가 있으며, 유상·무상에 관계 없이 위임의 경우와 마찬가지로 보관에 요하는 비용의 선급(先給) 의무, 필요비(必要費) 상환 의무, 채무 대변제(債務代辨濟) 및 담보제공 의무를 부담하며(687조, 688조 1항, 688조 2항, 701조), 임치물에 의하여 수치인에게 손해를 입힌 경우에는(임치물이 有毒性의 물건으로서, 그로 인하여 수취인이 질병에 걸린 경우) 그 손해를 배상하여야 한다(697조).

### 수치인
수치인(受置人)은 임치계약에서 물건의 보관을 승낙한 측의 당사자이다. 수치인은 무상임치의 경우에는 '자기 재산과 동일한 주의'를 가지고 보관하면 되고(695조) 유상임치의 경우에는 '선량한 관리자의 주의'를 가지고 보관하여야 한다(374조를 적용하는 결과이다. 상법상의 임치는 무상이더라도 善管주의가 필요：상 62조). 수치인은 임치인의 동의가 없는 한 임치물을 보관 외에 사용하거나(694조), 부득이한 경우가 아니면 제3자에게 보관시킬 수가 없다(701조, 682조). 또한 보관을 함에 있어 위임의 경우의 수임인과 마찬가지의 의무(694조, 685조, 701조)를 지는 외에 임치물에 관하여 권리를 주장하는 제3자가 있을 때에는 그 위험통지의 의무가 있다(696조).

### 임치의 종료
임치는 기간의 약정이 있을 때에는 그 기간의 만료로서 종료하게 되는데 임치자는 임치기간의 약정의 유무에 불구하고 언제든지 해지할 수 있다(698조 단서, 699조). 수치인은 임치기간의 약정이 없는 때에는 언제든지 해지할 수 있으나(699조), 임치기간의 약정이 있는 때에는 부득이한 사유가 없으면 기간 만료 전에 해지하지 못한다(698조 본문). 임치가 종료하면 임치물을 반환하게 되는데 그때 과실(果實)이 생긴 경우는 그것까지 반환하여야 한다(684조, 701조). 반환장소는 특약이 없으면 보관한 장소, 정당한 이유에 의하여 전치(轉置)한 경우에는 그 현재의 장소이다(700조).

### 소비임치
소비임치(消費任置)는 목적물이 금전과 같은 대체물로서 소비물인 경우에 수치인(受置人)이 그 물건을 소비하고 그것과 동종·동질·동량(同量)의 물건을 반환하면 된다고 하는 특수한 임치(702조)이다.

### 신탁
신탁(信託)은 맡기는 자(위탁자)가 맡는 자(수탁자)를 믿고 재산권을 이전해서 관리 또는 처분하게 하는 법률관계를 일컫는다. 재산의 운영으로부터 생기는 이익은 특약으로 정해진 수익자(위탁자뿐만 아니라 제3자라도 가함)가 취득한다. 이것은 재산을 맡긴다는 점에서 임치와 비슷하나 단순히 보관뿐만 아니라 신탁재산의 처분까지도 맡긴다는 점에 특색이 있다.

## 같이 보기
- 대한민국 민법 제699조